# Tramlijn 14 (Île-de-France)
Lijn 14 van de tram van Île-de-France is een door Île-de-France Mobilités overgenomen tramtrein-lijn in het Franse departement Seine-et-Marne in de regio Île-de-France. Het traject is 9,945 kilometer lang en verbindt door de vallei van de Grand Morin station Crécy-la-Chapelle met station Esbly waar aansluiting is op het spoorwegnet van Transilien P. De lijn kent (slechts) 1000 reizigers per dag. De lijn wordt geëxploiteerd met Citadis Dualis stellen door de Stretto, een dochter van de SNCF en het vervoerbedrijf Keolis. De lijn werd ingehuldigd en de exploitatie als T14 startte op 22 maart 2025. Bij de inhuldiging werd het de 15e tramlijn in Île-de-France en de 5e tramspoorlijn in de regio na de T4, T11, T12 en T13.
Het tracé Esbly - Crecy-la-Chapelle bestaat al meer dan een eeuw en werd als spoorlijn in 1902 in dienst genomen door de Compagnie des chemins de fer de l'Est met over de gehele lengte enkelspoor en als lijnnummer 071 000. De lijn kent historisch altijd vooral voorstad treinreizigers die naar Parijs reizen, en werd in 2004 onderdeel van lijn P van Transilien, hoewel onafhankelijk geëxploiteerd. In 2011 werd treinstellen vervangen door tramtreinstellen. Het wordt officieel gescheiden van lijn P op 22 maart 2025, als onderdeel van de wettelijk geregelde opening voor competitie.

## Geschiedenis

### 1902 - 2011: De trein
De lijn Parijs - Straatsburg werd geopend op 5 juli 1849 tussen Parijs en Meaux via Esbly. Bewoners van de vallei van de Grand Morin eisten daarop dat er een zijtak gebouwd zou worden, om de lokale economie te stimuleren.

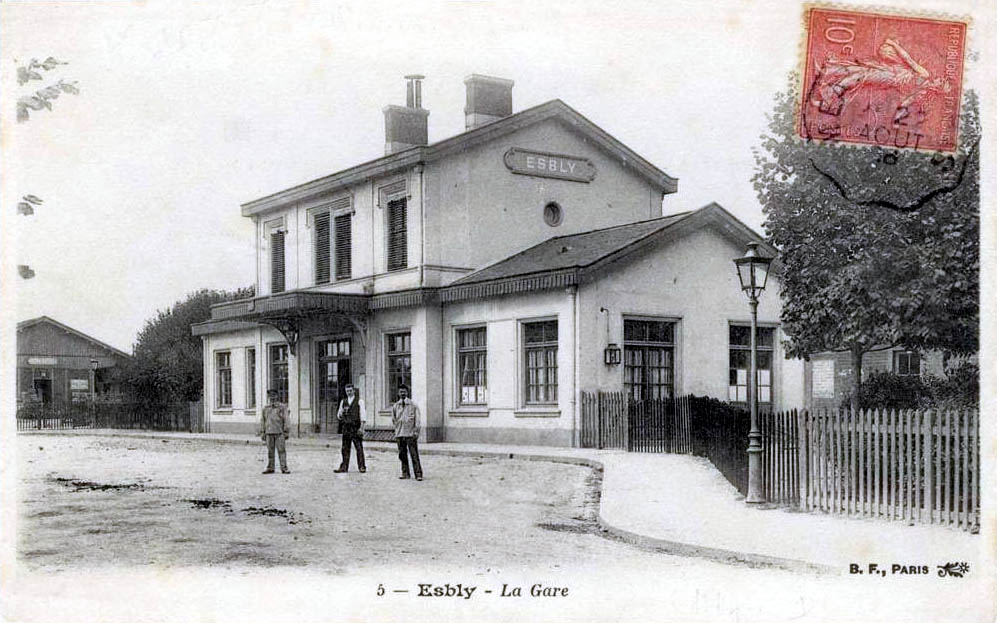
Station Esbly, 1908

Na de Frans-Duitse Oorlog stelde het ministerie van oorlog een lijst op van vijf spoorlijnen op die strategisch belangrijk waren voor de bescherming van Parijs. Een daarvan was een lijn tussen de bestaande lijn naar Coulommiers. Het leger wilde de lijn via Quilly laten lopen, waardoor er geen verbinding zou zijn per spoor met Esbly. De inwoners van de vallei waren erop tegen, omdat de in de vallei geproduceerde brie anders niet makkelijk per spoor naar Meaux vervoerd kon worden.

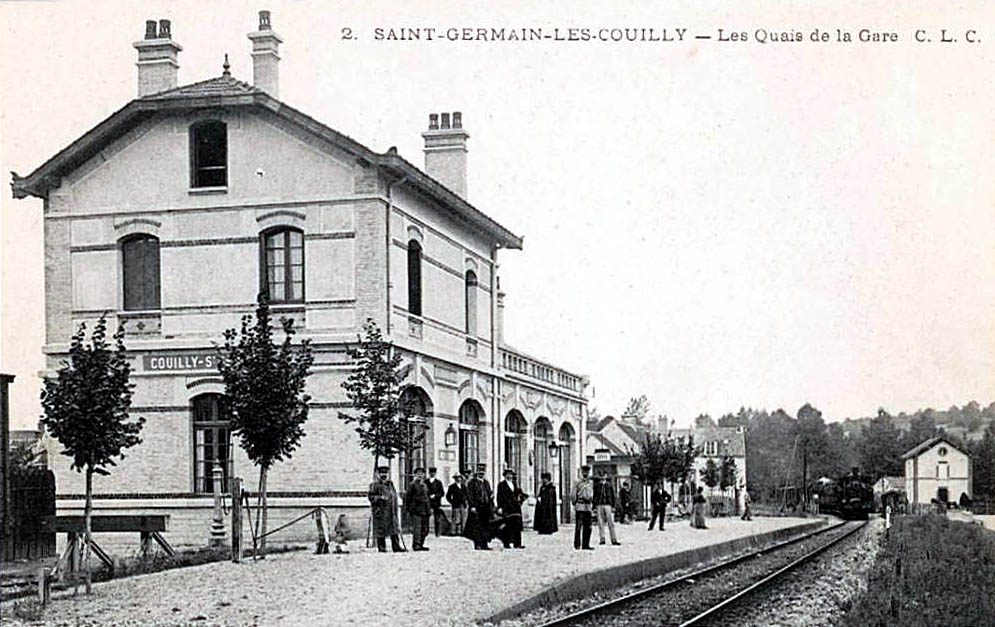
Couilly - Saint-Germain - Quincy station, anno 1905

In 1882 worden de plannen voor de lijn gepresenteerd en uiteindelijk wordt besloten om de lijn aan te leggen tussen Esbly en Coulommiers. In 1893 wordt bij wet bepaalt dat de lijn aangelegd zal worden, en de werkzaamheden begonnen in 1895. Wegens geldtekort werd de lijn "tijdelijk" ingekort tot Crécy-la-Chapelle. De lijn werd op 11 juli 1902 geopend en 9 dagen later officieel ingehuldigd. De nieuwe lijn heeft zestien overwegingen waarvan zeven kruisingen worden bewaakt, daartoe uitgerust met zeven kleine huisjes voor bewakers.
De tractie wordt verzorgd met stoomlocomotieven, initieel model 120 type 200, in de jaren 1930 vervangen door model 131 T Est.
Rond 1942, in de Tweede Wereldoorlog, waren de Duitse overheersers van plan om de lijn alsnog te verlengen naar Coulommiers, om zo makkelijk het aldaar gelegen vliegveld te bereiken. Maar na de Duitse nederlaag werd niet verdergegaan met de plannen.
Vanaf 1949 werden de stoomlocomotieven vervangen door Renault AEK motorrijtuigen. Eind jaren 1950 werden deze op hun beurt vervangen door X 3800 diesel treinstellen, gekend als Picasso's. Van 1974 tot 1980 werd de dienst verzorgd door een treinstel met BB 66400 diesellocomotief met vier wagons.
In mei 1980 is de lijn geëlektrificeerd op 25 kV, met een simpel type bovenleiding. Vanaf die datum kon gereden worden met Rame inox de banlieue (RiB) treinstellen, getrokken of geduwd door een BB 16500 elektrische locomotief. Van 20 tot en met 23 juni 2002 vierde de langs de lijn gelegen gemeentes de 100ste verjaardag van de lijn.
Het Parijse voorstadsverkeer van de SNCF werd vanaf 1999 herdoopt en uitgebouwd als het Transilien net. Eind 2004 werd de nomenclatuur van de Transilien-lijnen herzien. Het Transilien Paris-Est-netwerk waar de spoorlijn Esbly - Crecy-la-Chapelle deel van uitmaakte, werd omgedoopt tot Transilien lijn P. De BB16500 werd vervangen door een BB 17000 locomotief.
Om veiligheidsredenen werd het station Les Champs Forts dat in februari 1978 werd geopend, sinds maandag 29 september 2008 gesloten. Daarvoor was het station alleen te bereiken tijdens schooluren om het nabij gelegen Louis Braille college te bedienen. Maar op verzoek van de school is het station gesloten.

### Sinds 2011: De tram

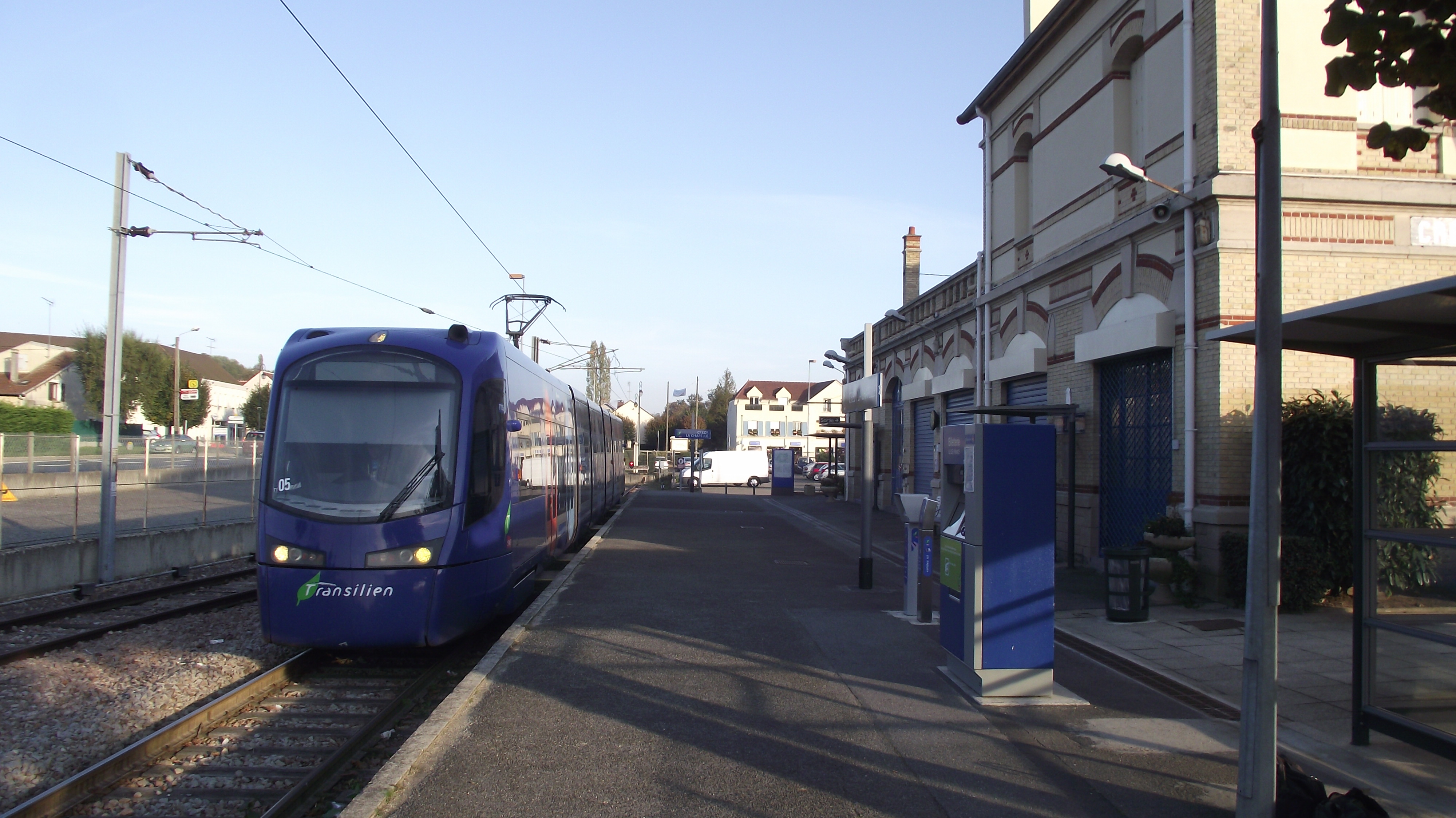
Een Avanto tram in Crécy-la-Chapelle

Sinds 4 juli 2011 rijden er tussen Esbly en Crécy-la-Chapelle Siemens Avanto-trams, welke de BB 17000 locomotieven en RIB-treinstammen vervingen. Sinds het eerste weekend van september 2011 werd ook de dienstregeling aangepast: er reden ongeveer elk halfuur een tram in de spits (was een 32-min. dienstregeling), waarvan de helft in de tegenspitsrichting ('s ochtends naar Crécy, 's Avonds naar Esbly) non-stop reed tussen Esbly en Crécy. Daarbuiten gold er een uurdienst welke ook op zondag van kracht was (voorheen was er op zondag een vervangende busdienst).
De verbetering van het materieel ging niet gepaard met verbeteringen aan lijn of perron, zoals gedaan bij de T4, aangezien dat door het lage aantal reizigers (850 per dag, 2010) niet te rechtvaardigen is. Daarentegen zou een voorgestelde verdubbeling van de sporen op het station van Couilly - Saint-Germain - Quincy ertoe kunnen leiden dat twee trams elkaar inhalen of kruisen, waardoor de frequentie verdubbeld kan worden.
De komst van de tram zorgde in het eerste jaar van zijn dienst tot een significante stijging in het aantal reizigers gezorgd: ten opzichte van 2010 was het aantal reizigers in 2012 met 17,6% gestegen. De grootste stijging was te zien op het station Couilly - Saint-Germain - Quincy (+ 63,3%)

## De lijn

### Tracé

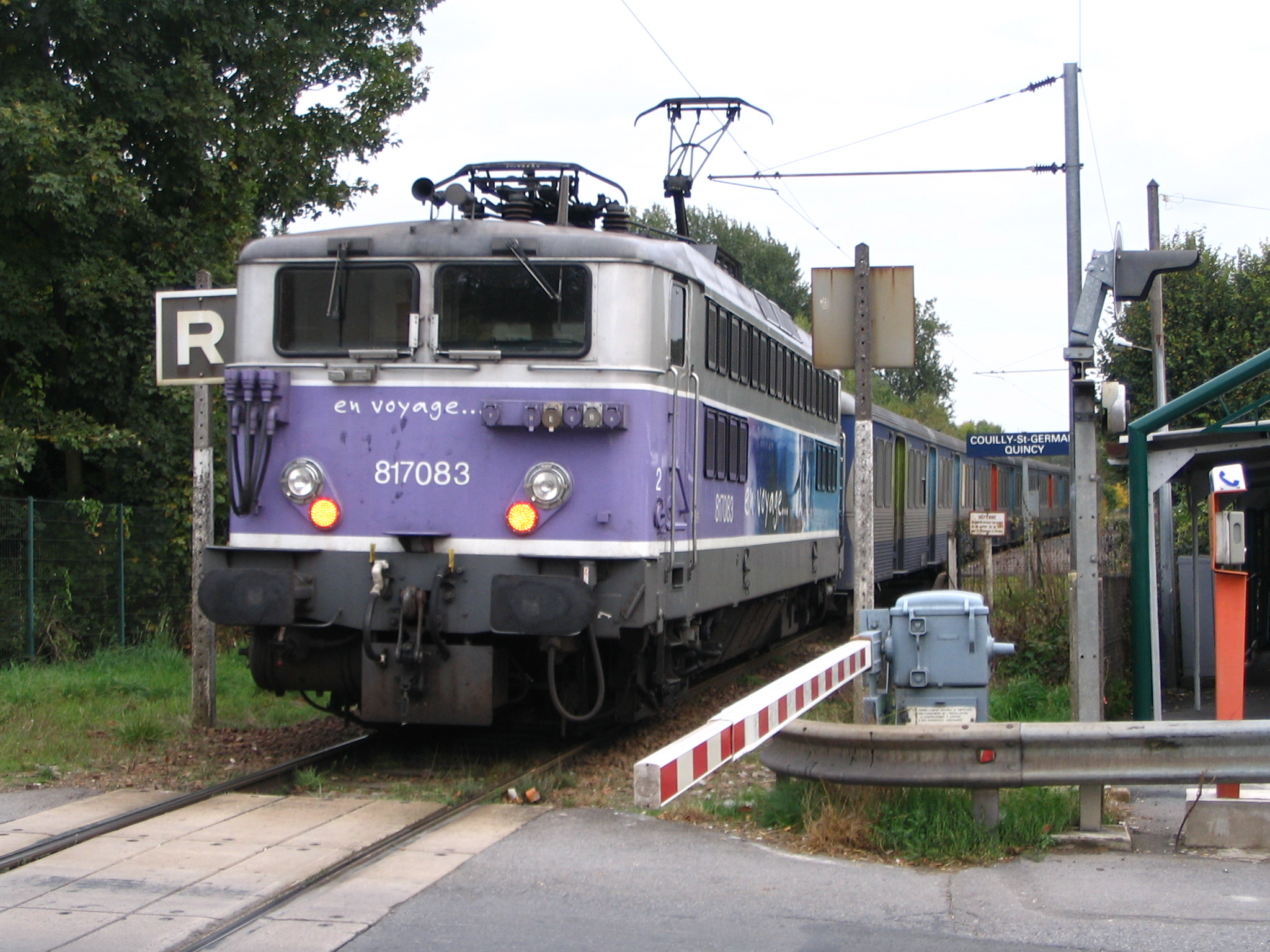
Een locomotief BB 17000 duwt een treinstam RIB: tussen 1980 en 2011 een vertrouwde aanblik op de lijn.

De lijn loopt door de vallei van de Grand Morin. Vertrekkend vanuit Esbly loopt de lijn eerst met een grote boog tot aan het station Couilly-Pont-aux-Dames en gaat dan rechtdoor verder tot aan Crécy-la-Chapelle. De lijn is uitgevoerd in enkelspoor en heeft geen keersporen. Er zijn drie stations en twee haltes buiten het station van Esbly aan de hoofdlijn naar Straatsburg.
In Esbly is er een aansluiting op RFN 070 000, de spoorlijn tussen Noisy-le-Sec en Strasbourg-Ville.

### Exploitatie

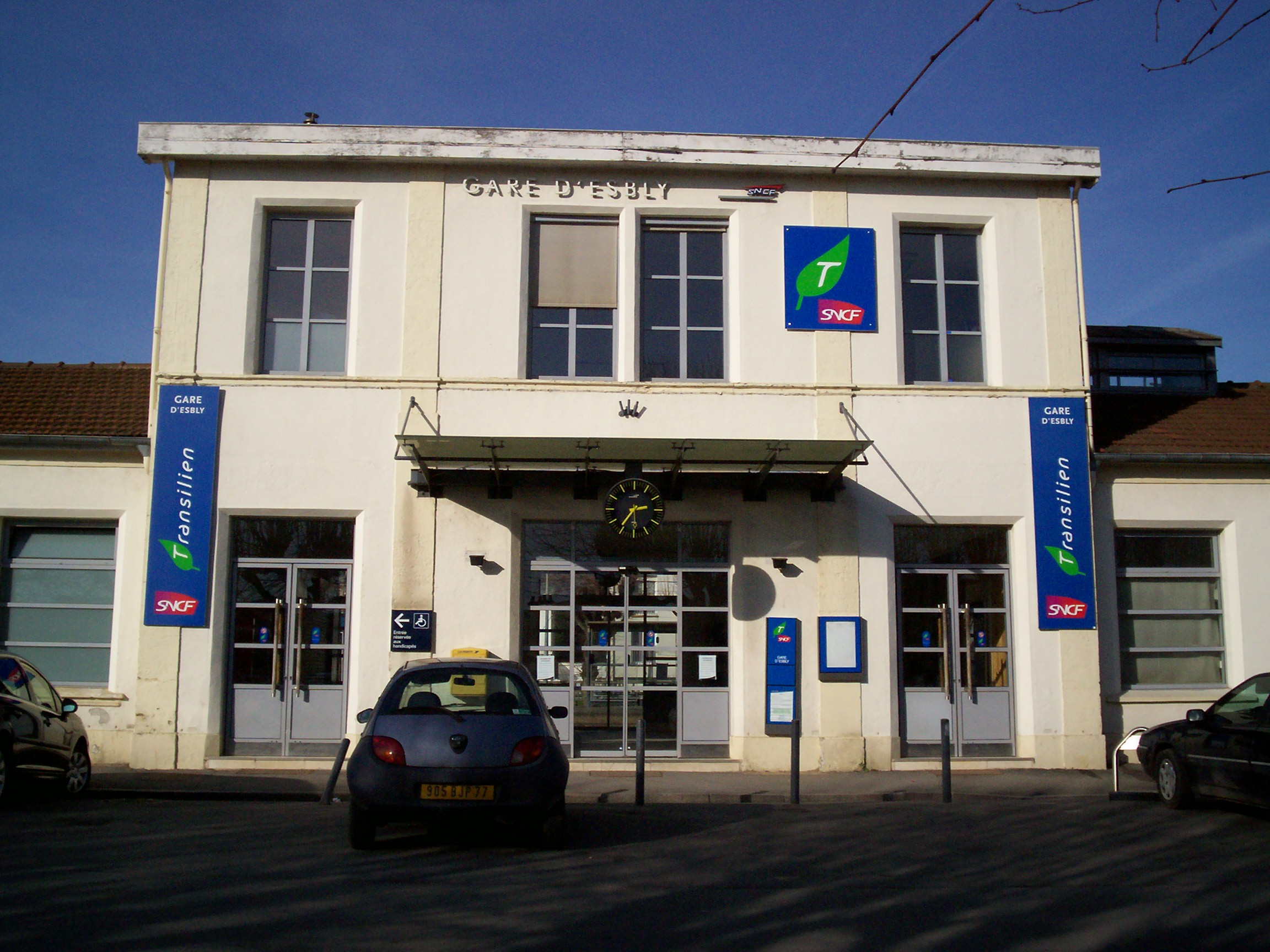
Station Esbly

De lijn verbindt de stations van Esbly en Crécy-la-Chapelle, onderweg stoppend op de stations Montry-Condé, Couilly - Saint-Germain - Quincy en Villiers - Montbarbin. Tijdens de spitsuren rijdt er elk halfuur een tram, waarvan in de spitsrichting één non-stop is tussen Esbly en Crécy-la-Chapelle. Buiten de spits rijdt er elk uur een tram. Op het station van Esbly is er een overstap mogelijk naar de Transilien-treinen tussen Parijs en Meaux.

## Toekomst

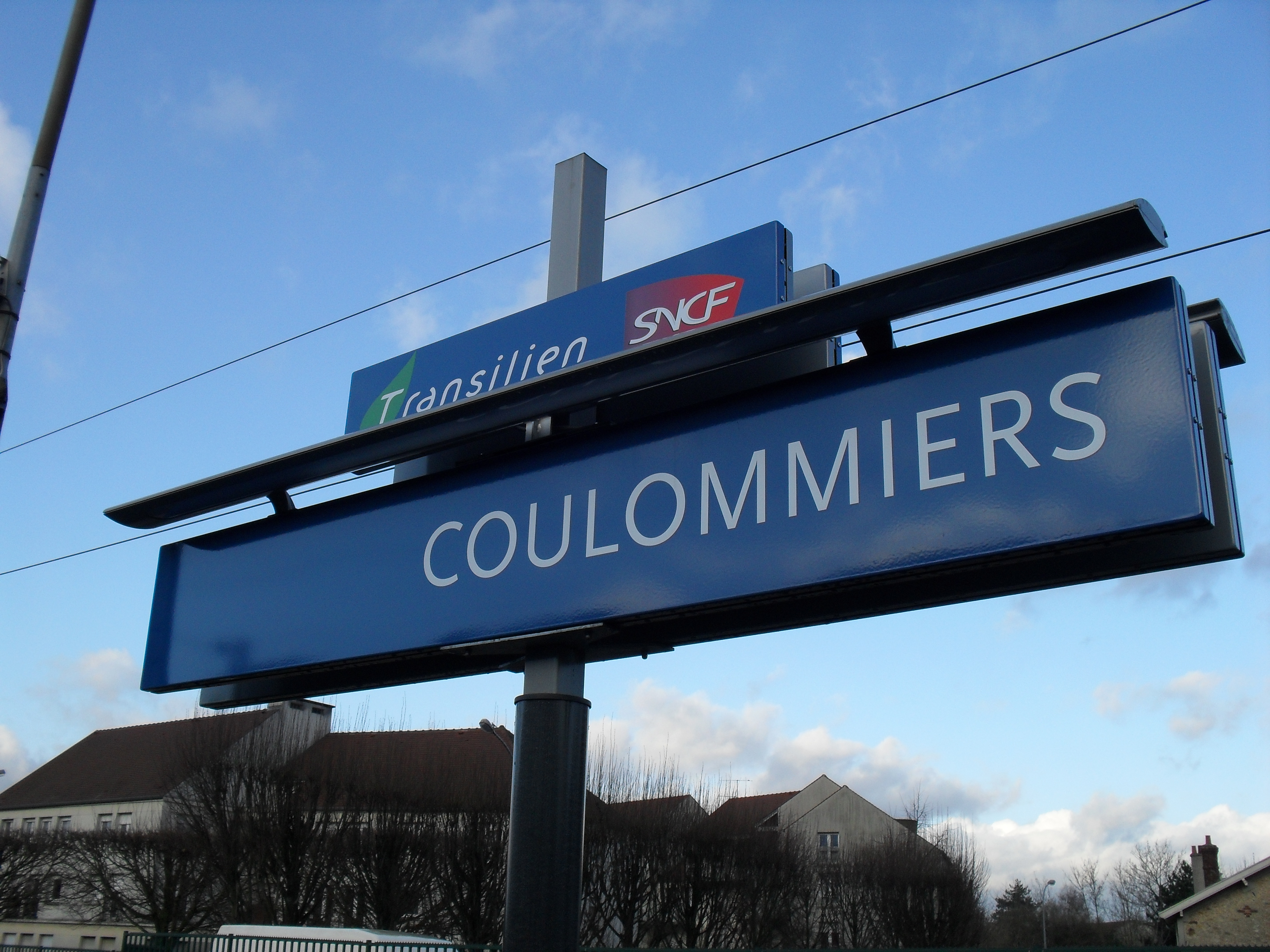
Station Coulommiers, potentieel eindpunt van de verlengde spoorlijn Esbly - Crécy-la-Chapelle.

### Spoorverdubbeling op het station Couilly - Saint-Germain - Quincy
Er zijn vergevorderde plannen om het aantal sporen op het station Couilly - Saint-Germain - Quincy te verdubbelen, om zo de frequentie van de trams te verdubbelen omdat tramstellen mekaar dan in dit station zouden kunnen kruisen.

### Verlenging van de lijn naar station Coulommiers
De departementele raad van Seine-et-Marne startte al in 2011 onderzoek naar de verlenging van de spoorlijn naar Coulommiers, zoals oorspronkelijk gepland..